# 지유용
지유용(池有容, 1363년 ~ 1437년)은 조선의 문신이다. 본관은 충주(忠州). 아버지는 충원부원군(忠原府院君) 지용기(池湧奇)이다. 음서로 판경성부사(判鏡城府事), 판의주목사(判義州牧使) 등을 역임하였다.

## 생애
1407년(태종 7년) 사재감(司宰監)으로서, 세자인 이제(李褆：양녕대군)가 하정사(賀正使)로 명나라에 갈 때 사신의 일행으로 명나라 경사(京師)에 다녀왔다.
1426년(세종 8년) 지영강현사(知永康縣事)로 임명되어 사조(辭朝)하니, 세종이 이르기를 "황해도는 연전에 농사가 잘 되지 못하였고, 또 금년에도 부실하다. 백성들에게 주는 환상곡(還上穀)이 만약 의창(義倉)의 양곡으로 부족하면 국고(國庫)의 것을 대차하여 지급하는 것은 이미 정한 규례로 되어 있으나, 수령이 이를 마음을 써서 하지 않으면 민간에서는 때를 잃는 한탄이 있게 된다. 내가 이 일에 대하여 항상 가슴속에 간절한 바 있으나, 몸소 가서 임하지 못하기 때문에, 그대들을 택하여 나의 근심을 나누어 보내는 것이니, 나의 마음을 몸받아 진대(賑貸)의 양곡을 미리 알려서 백성으로 하여금 농경함에 때를 잃었다는 한탄이 없도록 하라." 하였다.
1427년(세종 9년) 영강진 첨절제사(永康鎭僉節制使)를 지냈다. 
1429년 진응사(進鷹使) 상호군으로 해청(海靑) 2연과 퇴곤(堆昆) 1연을 받들고 진경(陳景)과 같이 북경에 가서 옷·신·대도(大刀)와 저포·마포 각 4필을 받아왔다.
1430년(세종 12년) 5월 23일 호군(護軍)으로서 소윤(少尹) 안구(安玖)와 함께 대탄(大灘)의 돌을 깨트리는 것을 감독하였다.
1430년(세종 12년) 7월 3일 우군 첨총제(右軍僉摠制)에 제수되었다.
1432년(세종 14년) 5월 16일 판경성군사(判鏡城郡事)로 임명할 사람을 의논할 때 황희·권진 등이 처치사(處置使) 지유용(池有容)을 추천하니 세종대왕이 말하기를 "나도 또한 지유용이 유능하다는 것을 들었다. 마땅히 가자(加資)하여서 보내겠다." 하였다. 같은 해 6월 22일 판경성군사(判鏡城郡事)로 있을 때 경원을 군마로 부방(赴防)할 것과 공물(貢物)의 감면을 상언하여 시행하도록 하였다.
1432년(세종 14년) 7월 2일 판경성부사(判鏡城府事)가 되었다. 10월 18일 경성 절제사(鏡城節制使)로 재직했을 때 해청을 잡아서 세종으로부터 옷을 하사받았고, 11월 26일 경성 도호부사(鏡城都護府使)로서 전(箋)을 올려 옷을 내려 준 것에 대하여 사례하였다.
1434년(세종 16년) 강계 절제사(江界節制使)로 임명되어 사조(辭朝)하니, 세종이 "농상(農桑)을 권장하고 형벌을 삼가하며, 기민(飢民)을 구제하여 백성을 사랑하고 기르는 도리를 다하라." 하였다.
강계 부사(江界府使), 판의주목사(判義州牧使)를 역임하고, 1437년(세종 19년) 1월 16일 졸하니 세종대왕이 부의를 보냈다.

## 가족 관계
- 부 : 충원부원군(忠原府院君) 지용기(池湧奇)
- 모 : 영가군부인 이천 서씨 - 승지 서욱의 딸, 내사령 서희의 후손
  - 누이 : 충주 지씨
  - 매부 : 최용(崔鄘)
    - 생질녀 : 해녕부부인(海寧府夫人) 해주 최씨 - 조선 제5대 왕 문종(文宗)의 왕비 현덕왕후(顯德王后)의 어머니
    - 생질서(甥姪壻) : 권전(權專)
- 처부 : 목사 최윤우
- 처모 : 능성 구씨(綾城具氏) - 대제학 문하좌정승 구위(具褘)의 딸, 좌시중 구홍(具鴻)의 누이
  - 부인 : 정부인 최씨
    - 딸 : 충주 지씨
    - 사위 : 한양 조씨(漢陽趙氏) 판관 조운명 - 우의정 조연(趙涓)의 손자
    - 아들 : 지개(池開, 1390년 ~ 1426년) - 선공감직장(繕工監直長)
    - 며느리 : 안인(安人) 공주 이씨
      - 손자 : 지계해(池繼海, 1419년 ~ 1486년)
      - 손자 : 지계강(池繼江, 1422년 ~ 1460년)
        - 증손자 : 지윤온(池允溫)[14]

      - 손녀 : 전주 이씨 원산군 이의구(조선 태조의 동생 의안대군의 손자)의 부인
      - 손녀 : 죽산 박씨 이조참의 박적선의 부인

    - 아들 : 지호(池浩, 1396년 ~ 1447년) - 한성 소윤으로서 원종공신에 녹훈되었다.[15]
    - 며느리 : 영인 공주 이씨 - 감찰어사 이명성의 딸, 첨의정승 이사손의 증손녀
      - 손자 : 감찰(監察) 지계한(池繼漢)